# Соусканиха (река)
Соуска́ниха — река в России, протекает по Красногорскому району Алтайского края. Устье реки находится в 85 км по левому берегу реки Бия. Длина реки составляет 17 км. Протекает через село Соусканиха.

## Данные водного реестра
По данным государственного водного реестра России относится к Верхнеобскому бассейновому округу, водохозяйственный участок реки — Бия, речной подбассейн реки — Бия и Катунь. Речной бассейн реки — (Верхняя) Обь до впадения Иртыша.